# Náměstí T. G. Masaryka (Bohumín)
Náměstí T. G. Masaryka, plným názvem Náměstí Tomáše Garrigue Masaryka, je náměstí v části Nový Bohumín města Bohumín v okrese Karviná. Geograficky se také nachází v nížině Ostravská pánev a Moravskoslezském kraji.

## Další informace
Náměstí je pojmenováno podle prvního československého prezidenta, kterým byl Tomáš Garrigue Masaryk (1850–1937). Náměstí má obdélníkový půdorys ve směru od jihovýchodu k severozápadu. V roce 1997 bylo náměstí, podobně jako zbytek Bohumína a jeho okolí, silně poničeno povodněmi na řece Odře. Následně prošlo náměstí společně s okolím rekonstrukcí a v roce 2008 zde byla instalovná socha/fontána Soutok Odry s Olší (nazývaná také Fontána na náměstí T. G. Masaryka) od sochaře Václava Fridricha. Dne 26. října 2018, u příležitosti oslav 100. výročí vzniku Československa, se na náměstí podařilo dosáhnout nového českého rekordu a to v počtu lidí na jednom místě s trikolorou v státních barvách České republiky. Na náměstí T. G. Masaryka se tehdy shromáždilo 2303 lidí. U náměstí se také nachází architektonický komplex budovy radnice (sídlo Městského úřadu Bohumín), kino K3, kavárna a restaurace a sídla několika firem a obchodů.

## Galerie

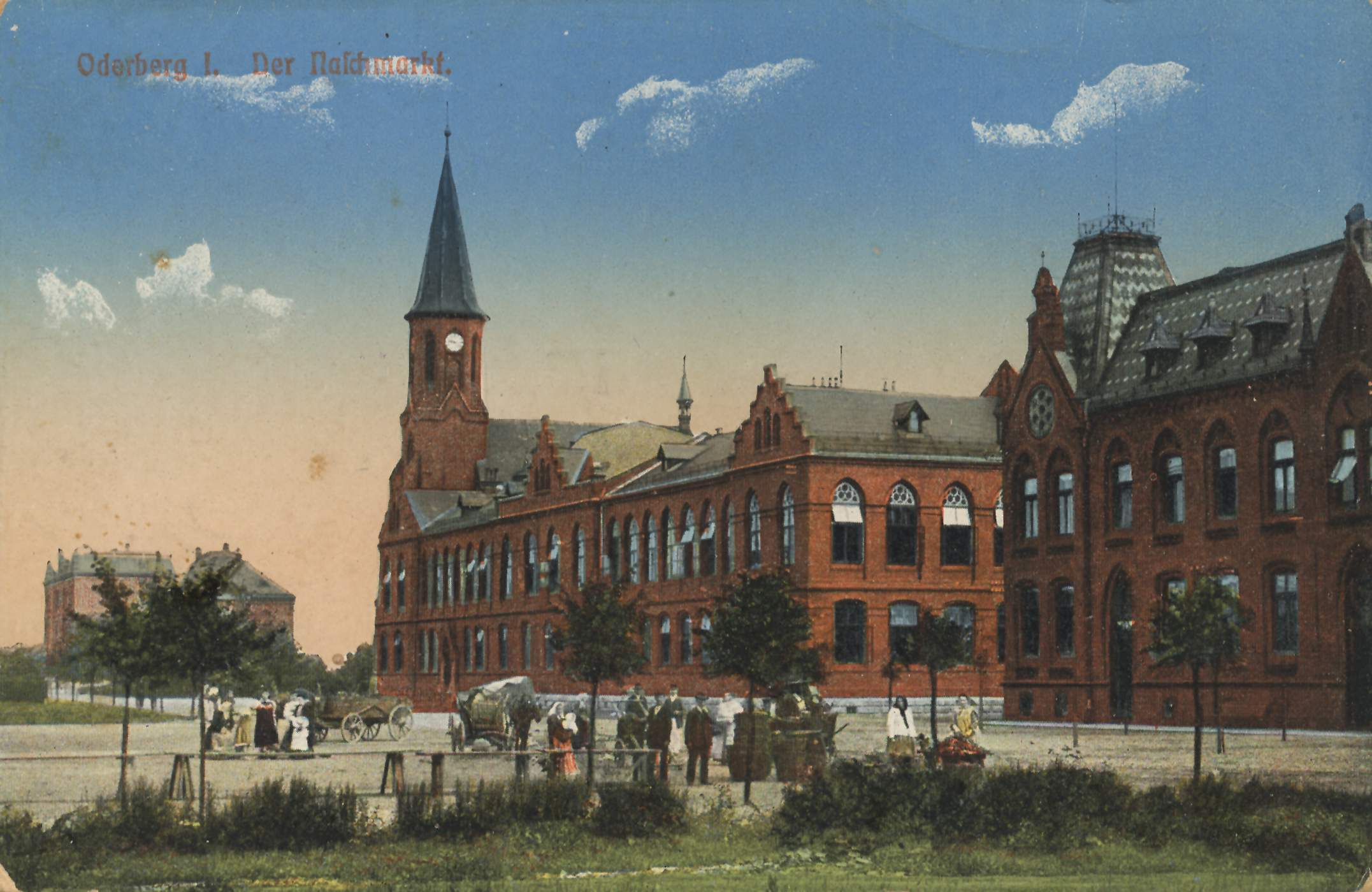
Historická fotografie
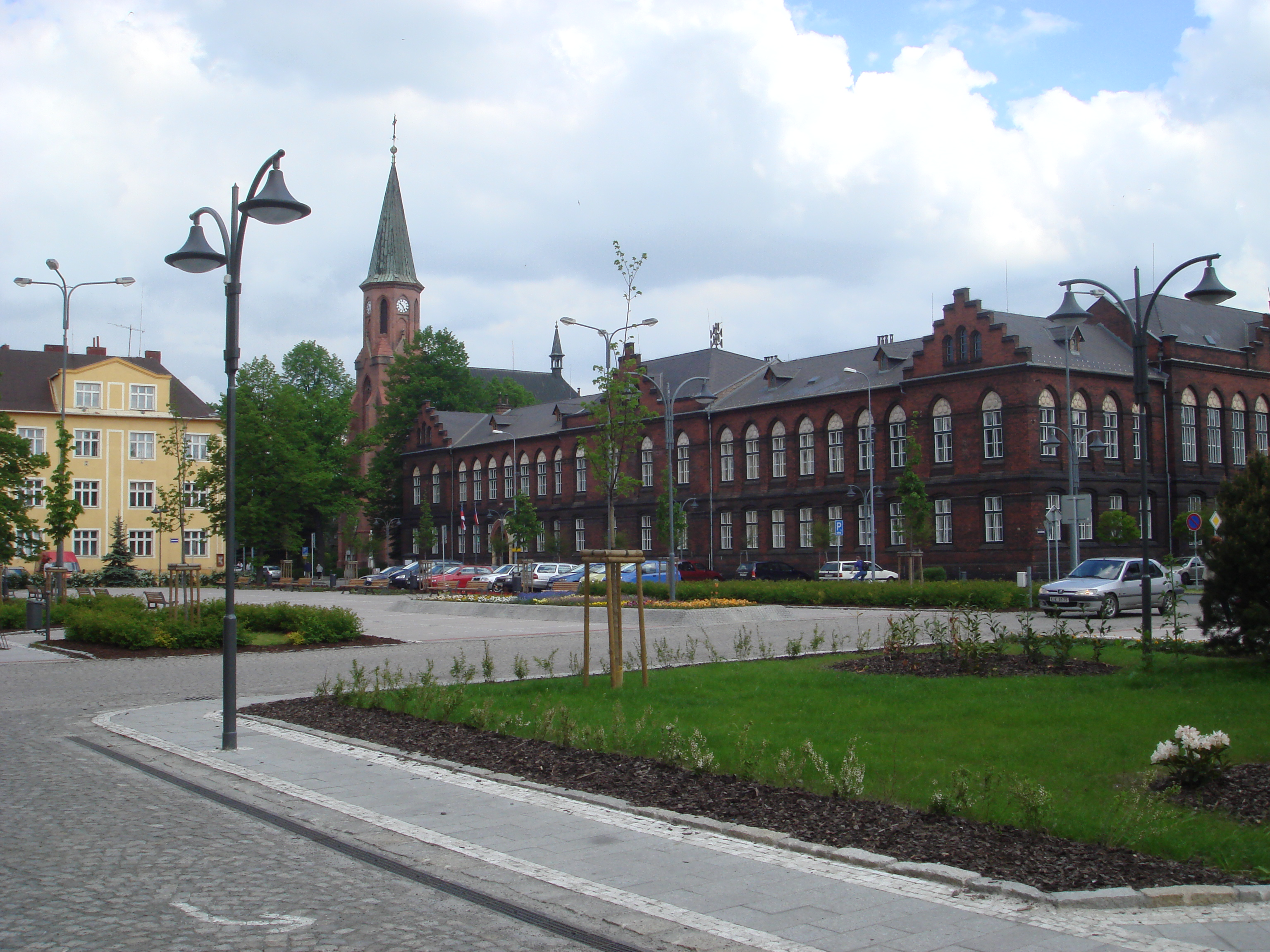
Květen 2008
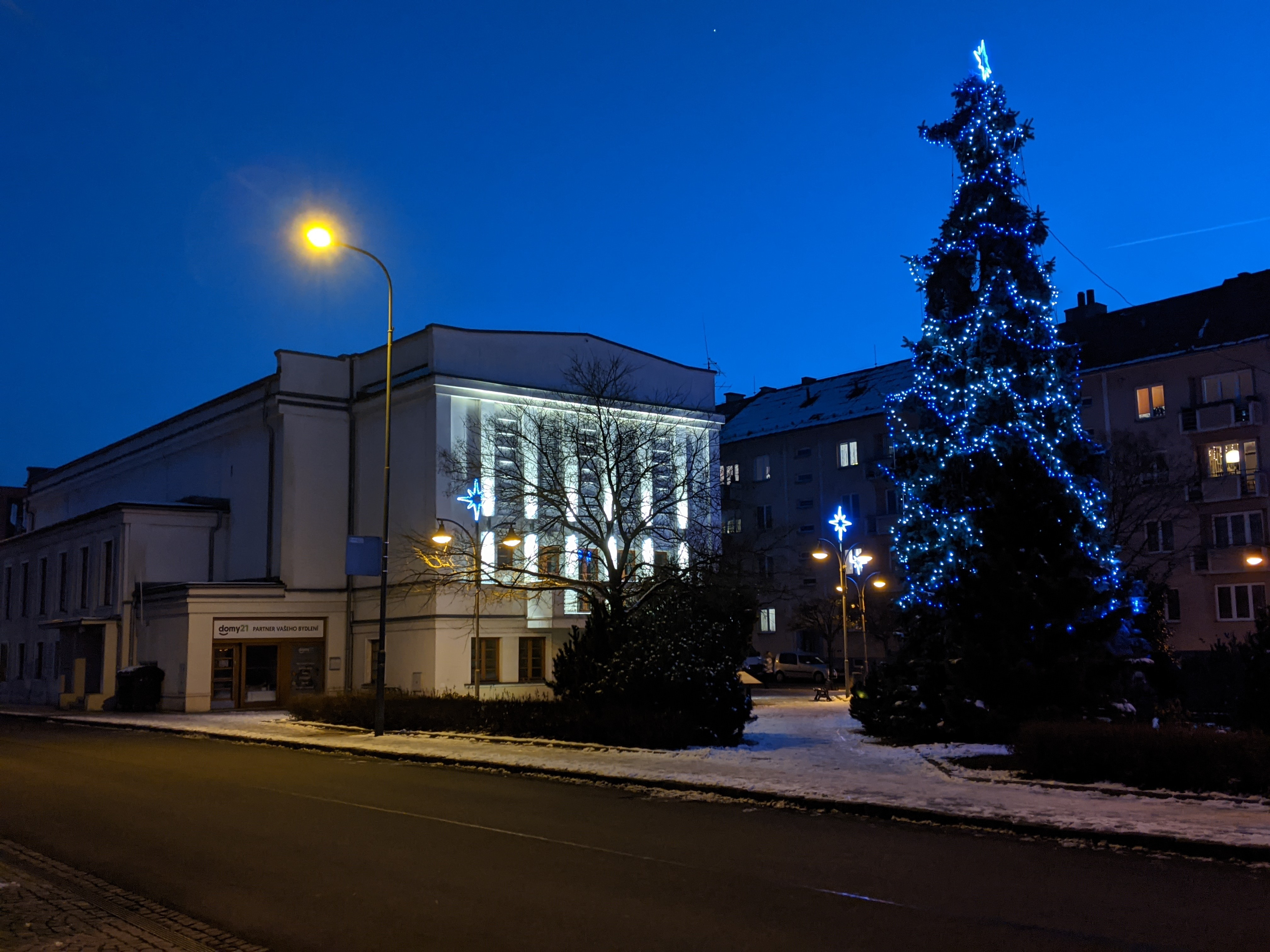
Vánoce 2021
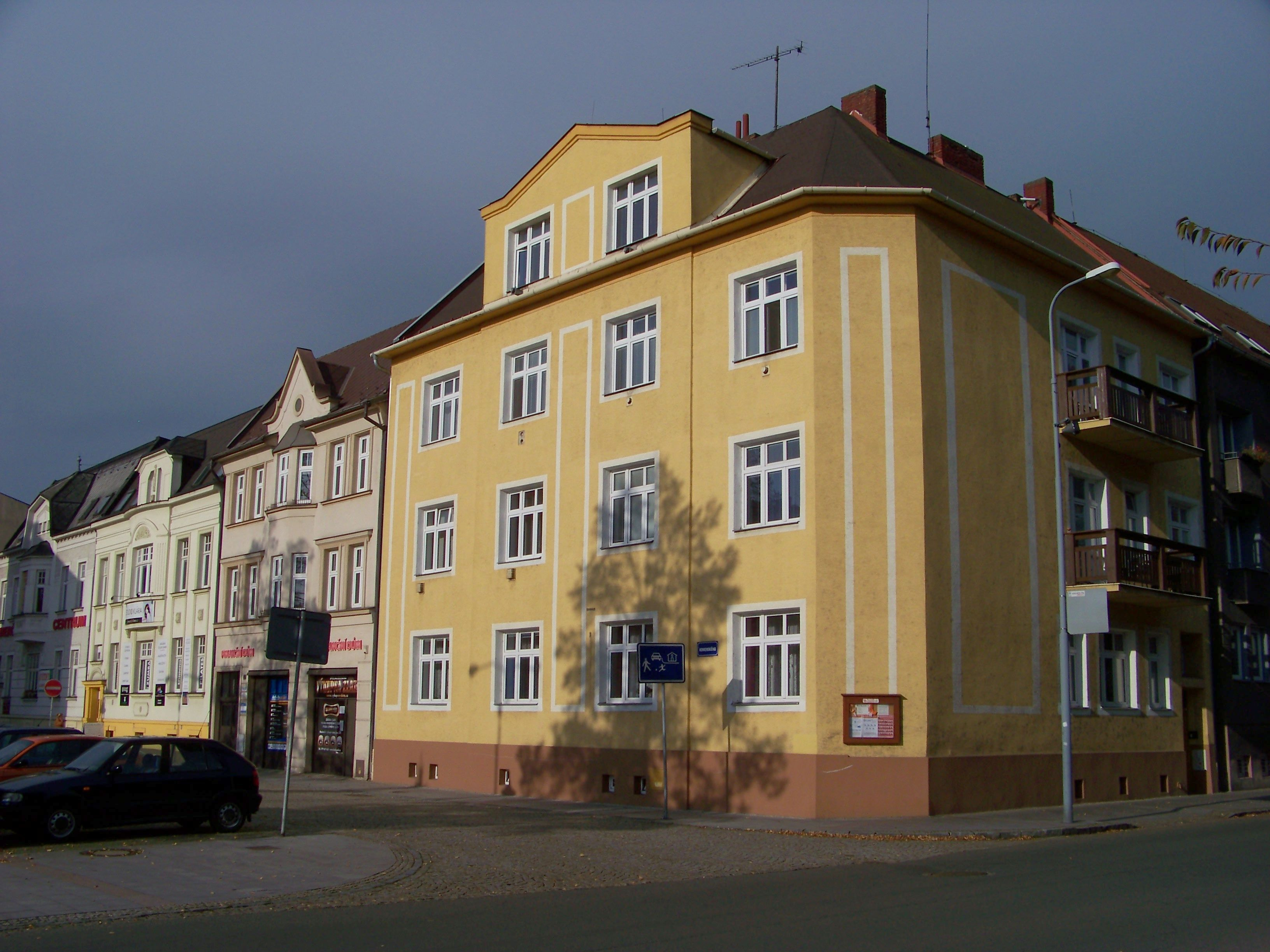
Roh náměstí - ulice Masarykova a Komenského
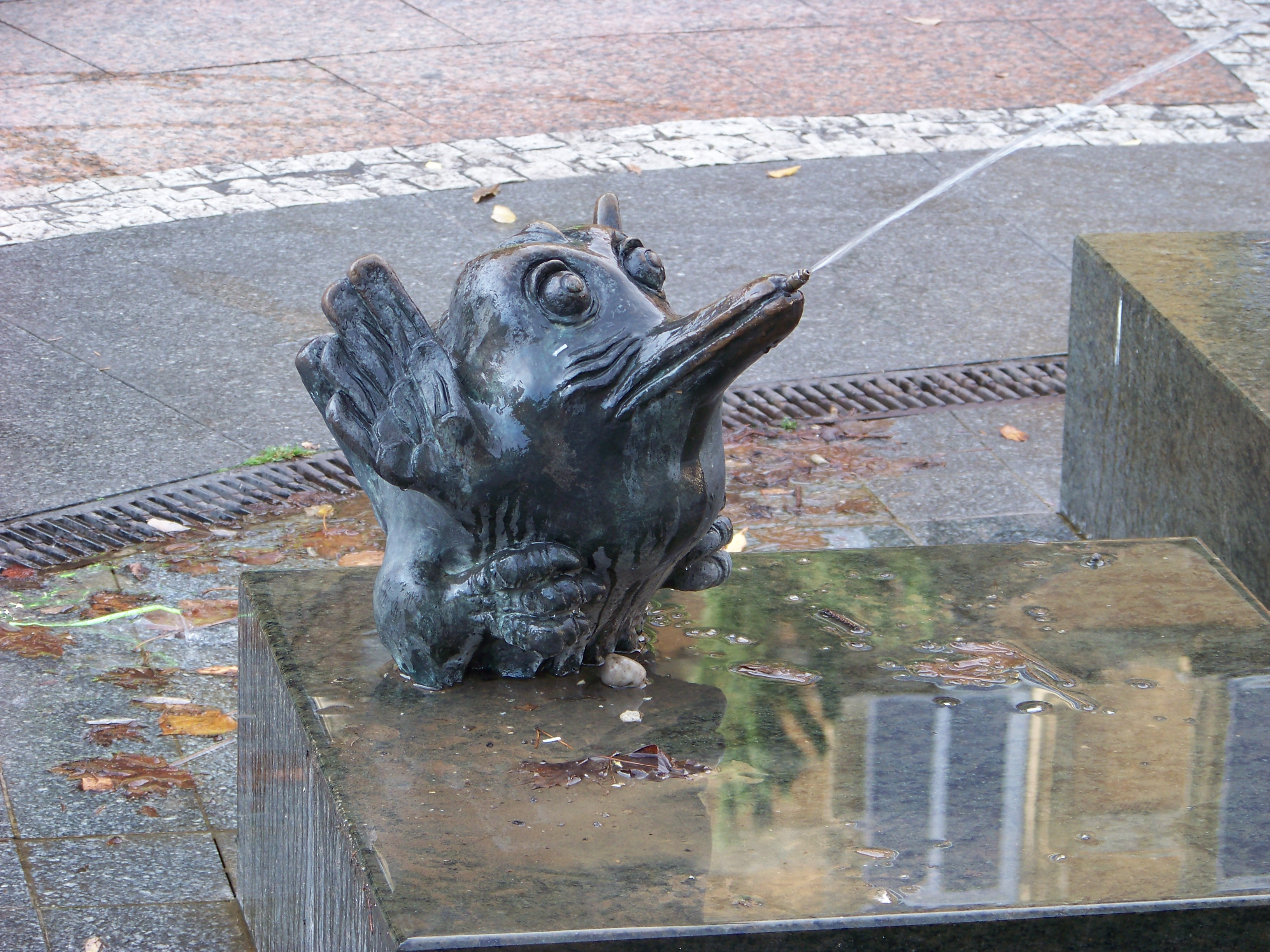
Socha/fontána Soutok Odry s Olší
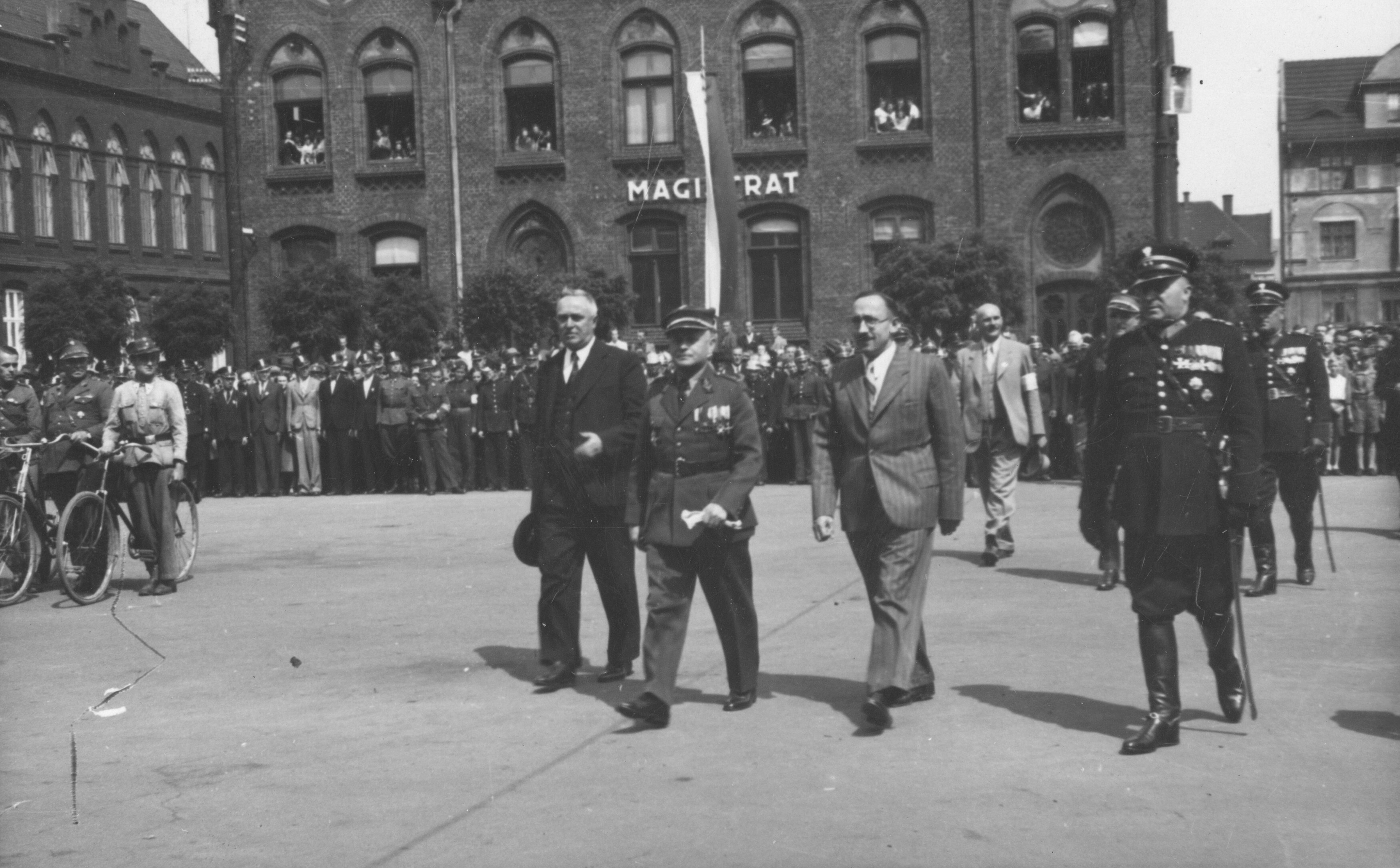
Slezský hejtman Michał Grażyński na tehdejším náměstí Svobody dne 20. srpna 1939 během polské okupace Těšínska